# Quetschfuß

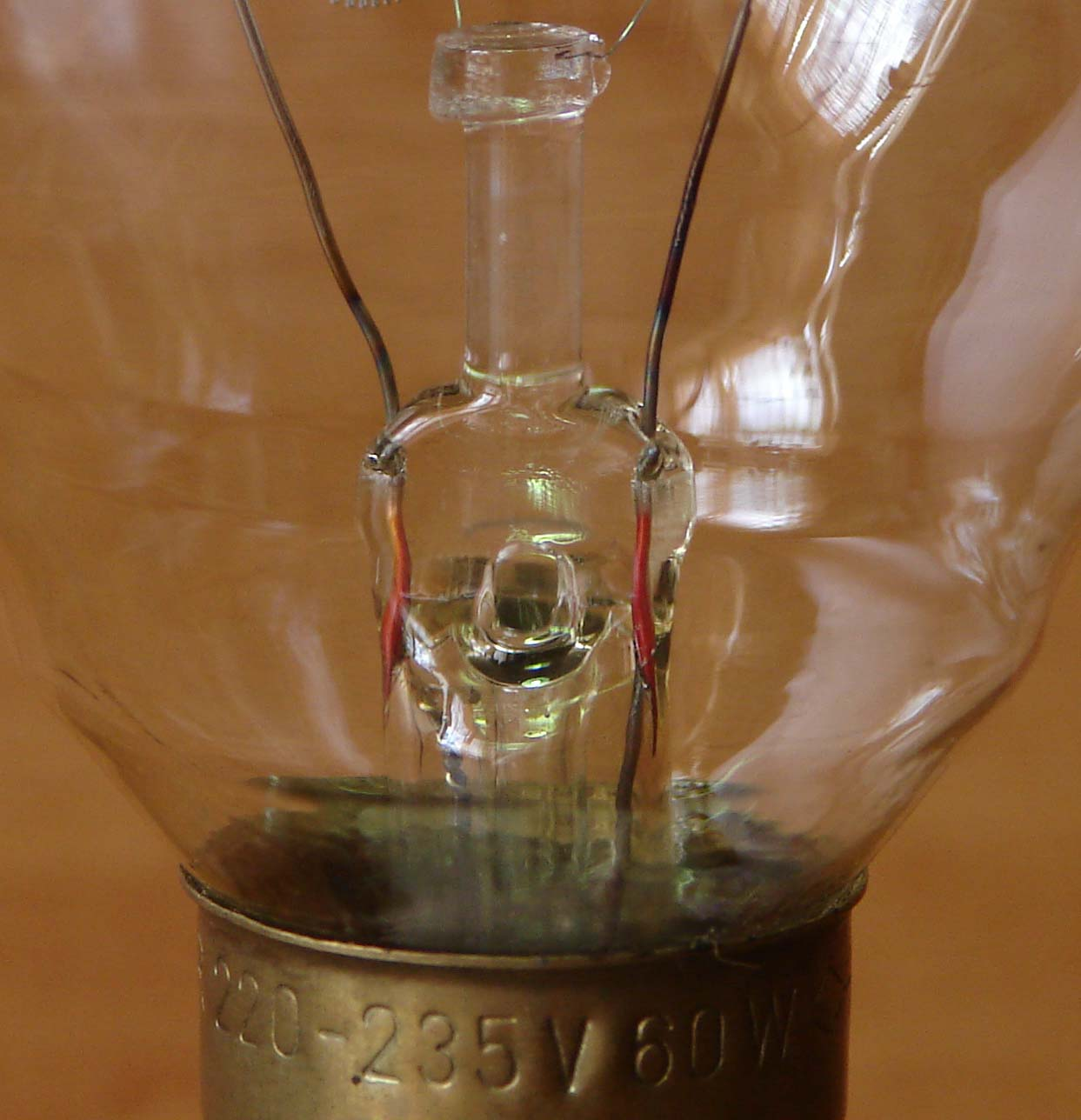
Quetschfußaufbau einer Glühlampe

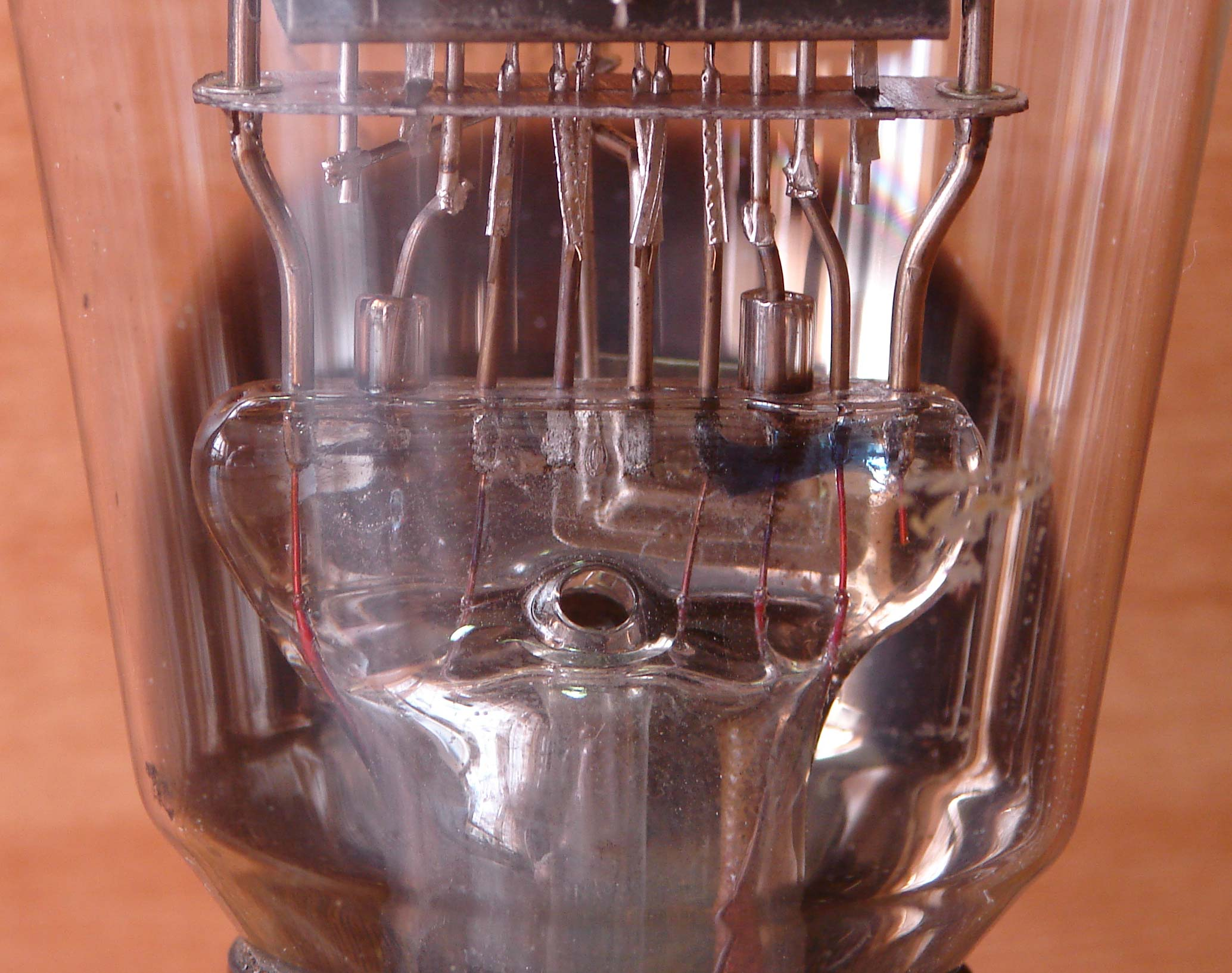
Quetschfußaufbau einer Elektronenröhre

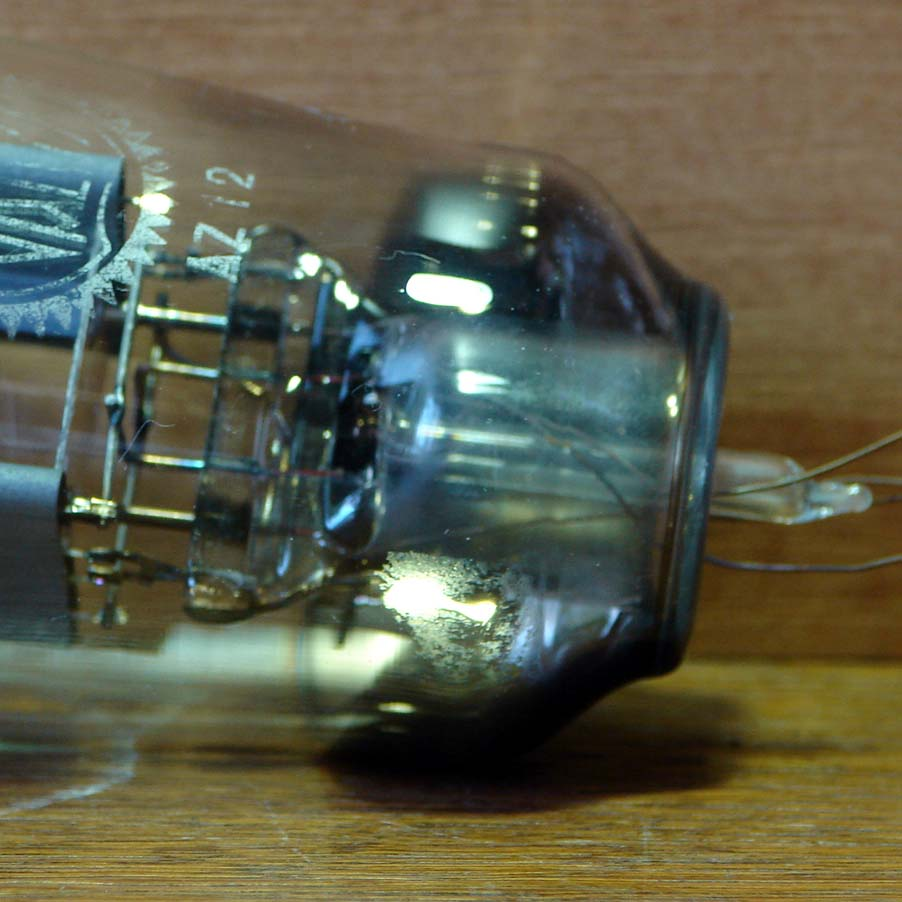
Detailansicht einer Röhre AZ12 ohne angebrachten Sockel

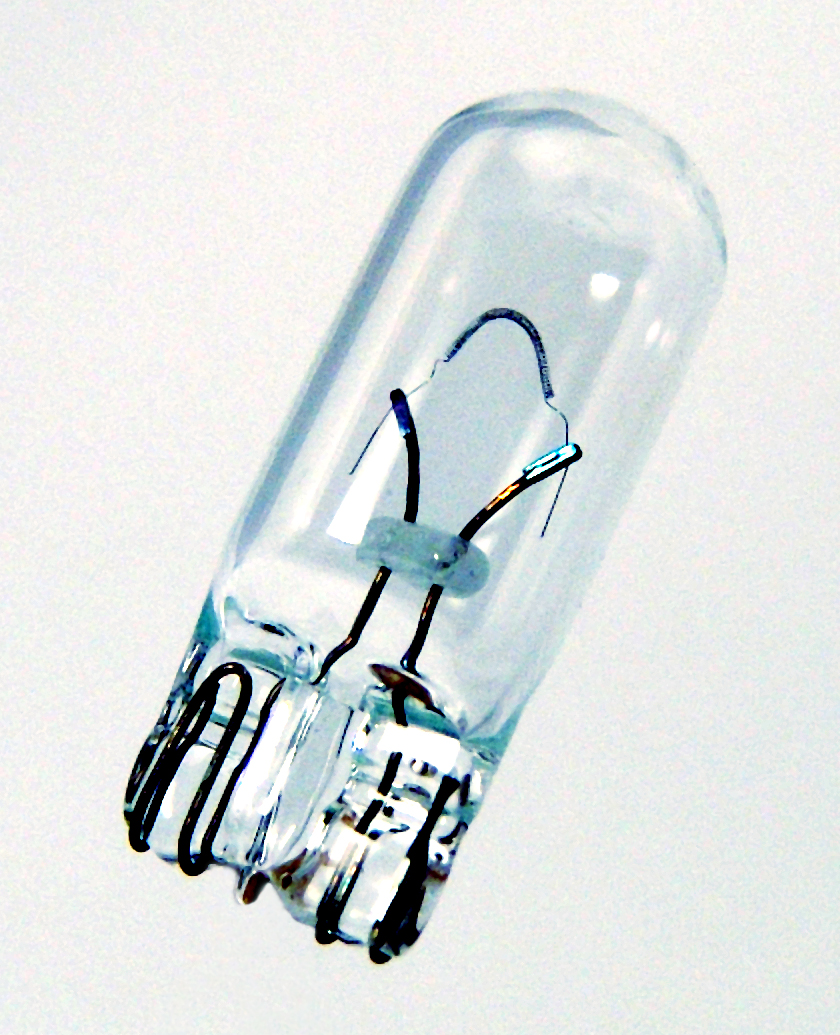
Glasquetschsockel W2,1×9,5d (12 V/5 W), Lampe oft auch W5W genannt

Der Quetschfuß ist in der Glasverarbeitung, speziell in der Vakuumtechnik eine preiswerte Methode, elektrische Verbindungen zwischen dem Innern eines Kolbens und der Umgebung gasdicht herzustellen.

## Anwendungen
Der Quetschfuß ist noch heute Bestandteil von Glühlampen sowie den entsprechenden Aufbauten in Gasentladungslampen. Bis in die 1930er Jahre hinein wurden Elektronenröhren ausschließlich mit Quetschfuß hergestellt.

## Herstellung
Der Quetschfuß ist im Rohzustand ein Rohr aus einer Glasmischung, deren Wärmeausdehnungskoeffizient sehr ähnlich derjenigen der speziellen Durchführungsdrähte wie aus der Legierung Fernico ist.
Das Rohrende wird mit einer Gasflamme vorsichtig erhitzt, bis es plastisch formbar wird. Mit einer Zange wird das Rohrende unter weiterem Einfluss der Flamme nicht ganz zusammengedrückt. Jetzt werden die Durchführungsdrähte eingefädelt und das Rohrende dann endgültig zusammengedrückt. Nach dem Abkühlen der Glasmasse sind die Drahtenden in der Rohrverbindung eingeschmolzen. Dieser Vorgang ist in der industriellen Herstellung von Lampen vollautomatisiert.
Im weiteren Verlauf des Herstellungsvorganges wird oft noch ein Pumpröhrchen unterhalb der Quetschstelle eingeschmolzen. Dieses gestattet nach dem Zusammenschmelzen von Kolben und Quetschfuß den Anschluss einer Vakuumpumpe, um im Kolben die für die endgültige Funktion vorgesehene Atmosphäre zu schaffen.
- Hochvakuum bei Elektronenröhren,
- Edelgas mit niedrigem Druck bei Glühlampen,
- andere Gasfüllungen bei entsprechenden Anwendungsbereichen.

Bei Glühlampen wird nun noch ein Stempel aus Glas an das zusammengedrückte Ende angeschmolzen, an welchen wiederum Haltedrähte für den Glühfaden eingeschmolzen wurden. Danach wird das Glasrohr des Quetschfußes passend gekürzt. Das ungequetschte Ende wird aufgeweitet und mit dem Kolben verschmolzen.

## Elektrische Verbindung
Als elektrische Verbindung kommen Metalldrähte zum Einsatz, welche beim Schmelzvorgang durch die teigig formbare Glasmasse gut benetzt werden und somit keine nennenswerten Öffnungen für die Diffusion von Gasmolekülen hinterlassen.
Kupfer besitzt diese Eigenschaft, insbesondere, wenn es leicht oxidiert ist. Es weist aber eine wesentlich höhere Wärmedehnung als das zum Einschmelzen verwendete Bleiglas auf. Dadurch würde sich bei einem normalen Kupferdraht beim Abkühlen ein Spalt oder Risse im Glas durch Spannungen bilden. Daher wird ein spezieller Kupfermanteldraht eingesetzt, der einen Kern aus einer Eisen-Nickel-Legierung mit niedrigem thermischem Ausdehnungskoeffizienten besitzt.
Für Durchführungen in Kieselglas (Quarzglas), wie sie für Halogen-Glühlampen und die Entladungsgefäße von Hochdruck- und Höchstdruck-Gasentladungslampen erforderlich sind, ist ein solcher Draht nicht geeignet. Hierfür verwendet man Molybdän-Folienbänder, welche mittels Punktschweißen mit den Halte- beziehungsweise Anschlussdrähten verbunden sind. Die Schweißstellen befinden sich in der Glasmasse, sodass die Anschlussdrähte mechanischen Halt bekommen und das Molybdänband allseitig von Glas umschlossen ist – nur so kann es den hohen Strom führen, ohne zu überhitzen.